# メタリックガーディアンRPG
メタリックガーディアンRPG（-アールピージー）は藤田史人、林啓太、F.E.A.R.が製作したロボットアクションテーブルトークRPG。富士見書房、ゲーム・フィールド、角川グループパブリッシングから発売されている。

## 概要
スタンダードRPGシステムでデザインされており、プレイヤーが作成するロボットである「ガーディアン」とパイロットである「リンゲージ」はそれぞれの能力が同じプレイヤーキャラクターのクラスとして表現される。
既存のロボットアニメやゲーム等のオマージュ要素が強く、ルールブックでは参考としてそれらの作品を紹介している。

## 世界観
機甲歴と呼ばれる我々の地球と異なる歴史で世界を焼き尽くした二度の大戦が終結し、それを乗り越え復興へと歩みだした人類。その前に奈落の力であるアビスエネルギーを使い奈落獣と呼ばれる兵器で世界征服をたくらむラーフ帝国とその尖兵であるテロ組織デスティニーが立ちふさがる。それに対抗するため、地球連邦は直属の民間軍事会社フォーチュンを設立。フォーチュンの隊員あるいは協力者となり、ガーディアンを操るリンゲージとして脅威に立ち向かう。

## ガーディアンクラス
奈落獣と戦うことのできる古代遺跡から発掘されたALTIMA（アルティマ）と呼ばれる特殊金属で作られた全長4m～200mの人型ロボット（一部、形状の例外あり）を表現するクラス。ALTIMAが発生するAL粒子はバリアにも刃にもなる。
カバリエ
軍用兵器として開発された汎用性の高いガーディアン。別名、リアル。
クラッシャー
格闘戦を得意とするスポーツ用に開発されたガーディアン。
スーパー
スーパーロボットそのものなガーディアン。高い攻撃力と防御力を誇る反面、命中精度と回避力が低い。
ディザスター
砲撃能力に特化したガーディアン。脚部換装することによって目的に合わせた戦術が可能で、あまり人型の形状を保っていないのが特徴
ユニオン
変形や合体機構を持つガーディアン。
ファンタズム
異世界の技術で造られた、近接攻撃を得意とする魔法能力を持ったガーディアン。
ライトニング
小型機体のガーディアン。防御力は非常に低いが、大型の敵に大ダメージを与える事も可能。
ベテラン
指揮官行動が可能となり、ミーレスと呼ばれる量産機や戦闘機、戦車などを扱うクラス。
エンタープライズ
変形できる戦艦のガーディアン。
ラインオフィサー
通常の戦艦の艦長であることを示すクラス。
オーバーロード
特殊能力を持つリンゲージ専用のガーディアン。
アインヘリアル
巨人のような姿のガーディアン。
リンケージを取り込み一体化して力を発揮するが、それに伴う弊害の危険もあり、最悪の場合は機体に取り込まれるか、暴走して爆発するかしてロストする。
ウォーバード
変形に特化したガーディアン。戦闘機を基本形態としている。
マシンザウルス
恐竜やその他の動物、果ては獣人の姿をした生命体をロボットへと改造したガーディアン。
機体に宿る獣性を破壊力に転化できるが、場合によってはリンケージの生命そのものに危険を及ぼすこともある。
このクラスは設定上、変形ルールを適用できない（他の機体を外装パーツ扱いにしてなら、合体は可能）。
ミスティック
精霊などを召還する魔法能力を持ったガーディアン。ファンタズムとは逆に、砲撃能力に優れる。
メタルライヴ
AIを搭載したガーディアン。もしくは、地球外から来た機械生命体であることを表す。
メタトロン
データで構成されたガーディアン。
アウトレイジ
遠隔操作で操縦するガーディアン。
グラムメタル
地球外の文明にて建造されたガーディアン。
サイキック
超能力を持つリンゲージ専用のガーディアン。
シャレード
武装とオプションを換装するガーディアン。
トリニティ
三人のリンケージがそれぞれに乗り込む三機の戦闘機が合体するガーディアン。合体の組み合わせで陸海空に特化させた三つの形態をとる。
ヴィジランテ
法で裁けぬ犯罪者を処刑するために開発され、チームを組んで運用される必殺仕事人的ガーディアン。
歩行戦車
山岳地帯や森林、都市地などの障害物の多い地形での戦闘に特化した高い近接戦闘能力を持つ、陸戦用ガーディアン。
オリハルコン
別の惑星で建造された、ガーディアンにリンケージが融合し、更には合身用パーツと融合合体しながら人機一体となって戦うガーディアン。
グラビトロン
化学力や呪術・魔法による重力制御能力を組み込んだ、重力を操るガーディアン。
コンチェルト
歌声を物理的な力に変換して戦場を翔ける、アイドル専用ガーディアン。
ブレイブ
ミーレスの中でも「シビリアンミーレス」と呼ばれる民生用を駆って、縦横無尽に暴れ回る者達を示すクラス。ベテランに比べると攻撃的な特技が多い。
フォートレス
超大型のガーディアン。エンタープライズを攻撃兵器にした趣のガーディアンでもあり、変形もするが機体内への搭載・修理を持っていない点が異なる。
マガツガミ
ガーディアンに対抗することを目的とし、現在では失われた技術を用いて作られた超近接特化型ガーディアン。武装は全て刀剣類に限られている。
ファランクス
援護能力の高いガーディアン。武装の自由度が低く、真に力を発揮させるにはプレイヤー間の連携を要する。
ASパッチワーク
『フルメタルパニック!RPG』とのコラボでアームスレイブをメタリックガーディアンの世界で使うためのガーディアン。
使用にはフルメタルパニック!RPGルールブックの併用が必要。
スィームルグ
高速機動と高火力を擁する、超高機動の強襲用ガーディアン。基本的に超大型の機体が多い。
あまりの機動力のためにリンケージへの負担が非常に大きく、特定の行動で身体にダメージを及ぼしてしまう。
ネプチューン
カバリエから発展した水陸両用ガーディアン。地上でも戦えるが、水中にいる時に真価を発揮する特技が多い。

## リンゲージクラス
ガーディアンを動かすことのできるパイロットの能力を表すクラス。クラスごとに様々な能力を持っている。
ストライカー
敵に直接攻撃を加える役割を持つ。
コンダクター
味方の支援、回復、援護を行う役割を持つ。
スイーパー
敵の妨害、集団攻撃、味方の援護を行う役割を持つ。

## 作品一覧
メタリックガーディアンRPG
基本ルールブック。2013年3月14日に富士見書房より発行。ISBN 978-4-0407-1098-3。
メタリックガーディアンRPGリプレイ 起動、鋼の守護神!
リプレイ。2013年3月19日に富士見書房より発行。ISBN 978-4-8291-4715-3。
メタリックガーディアンRPGリプレイ・インヴェイジョン 襲来、宇宙からの侵略者!
リプレイ。巻末にワールドガイドとしてパルテア星間連合を掲載。
2013年7月20日に富士見書房より発行。ISBN 978-4-8291-4739-9。
メタリックガーディアンRPG 上級ルールブック
上級ルールブック。宇宙空間が戦場として追加。新ガーディアンクラスとしてエンタープライズとオーバーロードを追加
2013年8月17日にゲーム・フィールドより発行。ISBN 978-4-86224-092-7。
メタリックガーディアンRPGリプレイ・ラグナロク 終わる世界の狂想曲
リプレイ。巻末に追加ガーディアンクラス・フォートレスのデータ、短編シナリオを掲載。
2014年3月17日に角川グループパブリッシングより発行。ISBN 978-4-04070-076-2。
メタリックガーディアンRPGサプリメント ラディアントブレイヴ
サプリメント。新ガーディアンクラスとしてアインヘリアル、ウォーバード、マシンザウルス、メタルライヴを追加。
2014年3月24日にゲーム・フィールドより発行。ISBN 978-4-86224-097-2
メタリックガーディアンRPGサプリメント デジタルフロント
サプリメント。電脳空間が戦場として追加。新ガーディアンクラスとしてアウトレイジとメタトロン、元は公式サイトのダウンロードコンテンツだったグラムメタルを追加。
2014年9月9日にゲーム・フィールドより発行。ISBN 978-4-86224-106-1
メタリックガーディアンvsフルメタル・パニック! リプレイ 黒鋼のワンダリング・ジャーニー
リプレイ。『フルメタル・パニック!』とのコラボ。
マガツガミとファランクスをガーディアンクラスに追加。
2015年2月20日にKADOKAWA、富士見書房より発行。ISBN 978-4-04-070421-0
メタリックガーディアンRPG サプリメント ソルジャーオブフォーチュン
サプリメント。
新ガーディアンクラスとしてサイキック、シャレード、トリニティを追加。
2015年5月30日にゲーム・フィールドより発行。ISBN 978-4-86224-123-8
メタリックガーディアンRPG スーパー・シナリオ・サポート 鋼鉄の守護神
エンタープライズとオーバーロードの追加データ、を収録した短編シナリオ集。
2015年9月16日にゲーム・フィールドより発行。ISBN 978-4-86224-131-3
メタリックガーディアンRPG サプリメント ドッグオブウォー
サプリメント。これまでのエネミーデータを再編集。ヴィジランテと歩行戦車をガーディアンクラスに追加。
2016年1月21日にゲーム・フィールドより発行。ISBN 978-4-86224-138-2
メタリックガーディアンRPG EXルールブック サードワールドウォー
EXルールブック。新ガーディアンクラスとそれに伴う特殊ルールの追加、既存ルールの再定義が成されている。
新ガーディアンクラスとしてオリハルコン、グラビトロン、コンチェルト、ブレイヴ、ダウンロードコンテンツだったラインオフィサーを追加。
2016年2月20日に富士見書房より発行。ISBN 978-4-04-070826-3
メタリックガーディアンRPGリプレイ・エグゼクス 黙示録の勇者、誕生!
リプレイ。
2016年3月19日に富士見書房より発行。ISBN 978-4-04-070850-8

## 他SRSとのコンバートについて
メタリックガーディアンRPGには「力場値」という特別な値が設けられている。これはガーディアンの耐久力を指す値で、リンケージ、すなわち生身での耐久力とは別物である。
本ルールを下地にして作られた「フルメタル・パニック!RPG」（「装甲値」で表記）や後発の「トワイライトガンスモーク」（こちらは機体ごとに「FP」として固定値が設定）以外で対応した値が無いので、他SRSルールからコンバートするには、元のクラスをメタリックガーディアンRPGに対応できるよう作り直すという大掛かりな作業を要求される。